# Яхонтов, Юрий Владимирович
Ю́рий Влади́мирович Я́хонтов (22 ноября 1911 — 1 декабря 1971) — советский инженер, директор оборонных заводов, лауреат Сталинской премии третьей степени.

## Биография
Окончил Владимирский механический техникум (1932).
- 1932—1937 зам. начальника механического цеха, зам. главного механика, зам. директора завода, зам. председателя Орехово-Зуевского горисполкома.
- 1937—1939 директор завода № 6 НКТП (Орехово-Зуево).
- 1939—1940 начальник строительства Калужского завода паровых турбин.
- 1940—1942 начальник строительства завода № 253 (Муром).
- 1942—1952 директор завода № 569 (Загорск, освоение и выпуск пиротехнических средств военного назначения).
- 1952—1953 директор завода № 304 (Московского радиотехнического завода, МРТЗ).
- 1953—1957 зам. начальника ГУ Министерства оборонной промышленности СССР.
- 1957—1960 зам. директора завода № 304 — начальник Специального монтажного управления завода № 304
- 1960—1962 начальник СМУ Мособлсовнархоза (бывшее СМУ завода № 304).

Похоронен в Москве на Новодевичьем кладбище.

## Награды и звания
- Сталинская премия третьей степени (1950) — за работу в области военной техники.
- орден Красной Звезды
- орден Отечественной войны I степени
- орден Трудового Красного Знамени
- орден «Знак Почёта»
- медали